# Luigi Annoni
Luigi Annoni (Paderno Dugnano, 9 de noviembre de 1890 – Turín, 11 de diciembre de 1970) fue un ciclista italiano que corrió durante los años 10 y 20 del siglo XX, siendo gregari de Costante Girardengo y Giovanni Brunero.
Buen velocista, vio interrumpida su progresión deportiva por el estallido de la Primera Guerra Mundial. Al acabar volvió al ciclismo, consiguiendo sus éxitos más importantes al Giro de Italia, en que ganó tres etapas: dos en la edición de 1921, en que finalizó en la décima posición de la clasificación general, y una en el de 1922.

## Palmarés
- 1921
  - Vencedor de 2 etapas al Giro de Italia
- 1922
  - Vencedor de una etapa al Giro de Italia

### Resultados al Giro de Italia
- 1921. 10è de la clasificación general. Vencedor de 2 etapas
- 1922. Abandona. Vencedor de una etapa